# Маурисио Очман
Маурисио Очман Сиордия (на испански: Mauricio Ochmann Siordia) е роден на 16 ноември 1977 г. в град Селая, щата Гуанахуато, Мексико. Играе в теленовели, театър и в мексиканското кино.

## Биография и актьорска кариера
Син е на художничка и предприемач. На 16 години участва в телевизионната комедия на Хектор Санчес „La otra cosa“ за две години. На 19 години се премества в Лос Анджелис, Калифорния, за да учи в „Joanne Baron Studio“, в Санта Моника. След три години кастинги, той получава малка роля в „Писмо в бутилка“, а после в ТВ сериала „Latino Green“. След това участва в най-различни филми, като „7 mujeres, 1 homosexual y Carlos“. През 2005 г. се снима в теленовелата Къде си, татко?, където си партнира с Литци и играе главната роля на лекаря Игнасио, без да знае, че е баща на Бобчо. Следва отново главна роля в теленовелата „Марина“ (2006), но бива заменен от Маноло Кардона. По известни теленовели с негово участие в главна роля са „Виктория“ (2007/08), заедно с Виктория Руфо, „Тримата Викторино“ (2009), „Клонинг“ (2010) със Сандра Ечеверия, „Диамантената роза“ (2012) и „Господарят на небесата“ (2013/2014), където взима специално участие във финалния етап на първи сезон и продължава във втори.

## Личен живот
Има дъщеря Лоренса от връзката си с Мария Хосе Дел Вайе, с която е разведен. През 2012 г. на снимачната площадка на теленовелата „Диамантената роза“ се запознава с актрисата Бегоня Нарваес, с която си партнира в продукцията. Двамата започват връзка, но след 10 месеца се разделят, като си остават в приятелски отношения. Събират се отново, но през лятото на 2014 г. се разделят окончателно. Към момента Маурисио, поддържа връзка с актрисата Айслин Дербес, с която се запознава докато работи във филма „A la mala“ и заради, която прекратява връзката си с Бегоня Нарваес.

## Филмография
- A la mala (2014)
- Господарят на небесата (El Senor de los cielos) (2013/14)
- Диамантената роза (Rosa Diamante) (2012) – Хосе Игнасио Алтамирано
- Слабият пол (El sexo debil) (2011) – Хулиан Камачо
- Клонинг (El Clon) (2010) – Лукас Ферер/Диего Ферер/Давид
- Тримата Викторино (Los Victorinos) (2009) – Викторино Мора
- Сладка тайна (Dame chocolate) (2008)
- Виктория (Victoria) (2007/08) – Херонимо Акоста
- Loteria
- Марина (Marina) (2006) – Рикардо Аларкон (I)
- Tres (2005)
- Corazon marchito (2005)
- Съдбовни решения (Decisiones) (2005/08)
- Ver, oir y callar (2005) – Алберто Браво
- Къде си татко? (Amarte asi) (2005) – Игнасио Рейес
- 7 Mujeres, 1 Homosexual y Carlos (2004) – Карлос
- Ladies night (2003)
- Женски поглед завръщането (Mirada de mujes: el regreso) (2003) – Хосе
- Какво премълчават жените (Lo que callamos las mujeres) (2001/08)
- Като на кино (Como en el cine) (2001) – Хавиер/Хоакин
- Thats life (2000) – Самуел
- Message in a bottle (1999)
- Говори ми за любов (Hablame de amor) (1999) – Максимилиано
- Асул Текила (Azul Tequila) (1998) – Сантяго Бериосабал
- La cosa (1997)
- La otra cosa (1992)